# Mendis Jaya
Mendis Jaya is een bestuurslaag in het regentschap Musi Banyuasin van de provincie Zuid-Sumatra, Indonesië. Mendis Jaya telt 1655 inwoners (volkstelling 2010).